# Joan Crawford (cestista)
Joan Audrey Crawford (Fort Smith, 22 agosto 1937) è un'ex cestista statunitense, membro del Naismith Memorial Basketball Hall of Fame dal 1997. Dal 1999 fa parte anche del Women's Basketball Hall of Fame.

## Carriera
Con gli Stati Uniti ha disputato i Campionati mondiali del 1957 e due edizioni dei Giochi panamericani (Chicago 1959, San Paolo 1963).